# Douiret

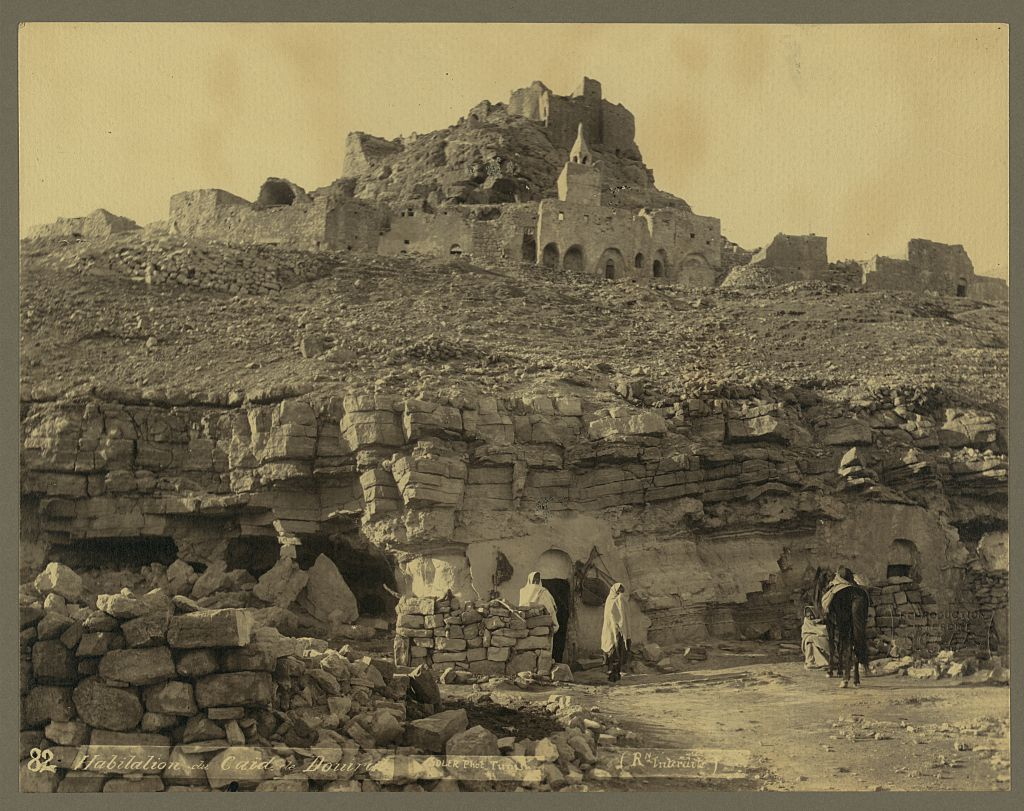
Douiret (Foto um 1895)

Douiret (arabisch دويرات, DMG Duwairāt) ist ein imposant gelegenes Berberdorf (ksar) mit etwa 500 Einwohnern im Gouvernement Tataouine im Süden Tunesiens. Es besteht aus einem vollständig verlassenen alten und einem neuen Ortskern.

## Geographie

### Lage
Douiret liegt im beinahe wüstenartigen Dahar-Bergland in einer Höhe von ca. 445 m ü. d. M. und rund 21 km (Fahrtstrecke) südwestlich von Tataouine.

### Klima
Die sommerlichen Tagestemperaturen können durchaus 40 °C und mehr erreichen; nachts kühlt es sich je nach Bewölkung bis auf etwa 5 °C ab. Im Winter liegen die Tagestemperaturen zwischen 10 und 20 °C; Nachtfröste sind selten. Regen fällt eigentlich nur im Winterhalbjahr; die langjährige durchschnittliche Niederschlagsmenge liegt bei ca. 140 Millimetern pro Jahr.

## Wirtschaft
Die Bewohner früherer Jahrhunderte lebten als Bauern und Viehzüchter in einer halbnomadischen Lebensweise (Transhumanz), die noch bis in die erste Hälfte des 20. Jahrhunderts hinein fortdauerte. Die terrassenförmig angelegten Felder wurden im Frühjahr bewässert und bereits Ende April abgerntet; im Sommer zog man mit dem Vieh in höhergelegene Regionen des Dahar-Berglandes. Seit den 1940er Jahren ist diese Lebensweise – auch wegen des immer regenärmer werdenden Klimas – nach und nach aufgegeben worden. Viele Männer arbeiten in den Städten des Nordens oder auf Djerba; einige haben ihre Familien nachgeholt. Durch seine imposante Lage ist der Ort Ende des 20. Jahrhunderts zu einem beliebten Touristenziel geworden.

## Geschichte
Wie in nahezu allen von Berbern bewohnten Siedlungen des Maghreb existieren keinerlei Aufzeichnungen zur Geschichte des Ortes. Um das Jahr 1850 soll der Ort noch etwa 3.500 Einwohner gehabt haben. Fotos aus der Zeit um 1900 bezeugen die höchst einfache Lebensweise der halbnomadisch lebenden Bewohner.

## Sehenswürdigkeiten
- Als Behausungen der Menschen dienten oft Felsüberhänge und -grotten, die teilweise noch erhalten sind.
- Der weitgehend verfallene alte Gemeinschaftsspeicher (ksar) im alten Ortskern ist zu Beginn des 21. Jahrhunderts restauriert und verputzt worden.

## Umgebung
Etwa 20 km (Fahrtstrecke) nordwestlich liegt das Bergdorf Chenini.